# Bertrana arena
Bertrana arena Levi, 1989 è un ragno appartenente alla famiglia Araneidae.

## Distribuzione
La specie è stata reperita nella Costa Rica: l'olotipo è stato rinvenuto nella Monteverde Biological Reserve, (provincia di Puntarenas).

## Tassonomia
Al 2012 non sono note sottospecie e dal 1989 non sono stati esaminati nuovi esemplari.